# Ussuriana michaelis
Ussuriana michaelis är en fjärilsart som beskrevs av Charles Oberthür 1881. Ussuriana michaelis ingår i släktet Ussuriana och familjen juvelvingar. Inga underarter finns listade i Catalogue of Life.